# Johann I. (Bayern)
Johann das Kind (* 29. November 1329; † 21. Dezember 1340 in Landshut) regierte nach dem Tod seines Vaters Heinrich XIV. von 1339 bis 1340 ein Jahr lang das wittelsbachische Teilherzogtum Niederbayern.

## Leben
Johann war das einzige Kind von Herzog Heinrich XIV. von Bayern (als Heinrich II. Herzog von Niederbayern) und Margarete von Böhmen, einer Tochter König Johann des Blinden. Er wurde als Kind 1335 mit Elisabeth, einer Tochter des polnischen Königs Kasimir I., verlobt. Diese und eine weitere Verlobung mit einer Tochter von Pfalzgraf Rudolf II. wurden aufgelöst und Johann am 18. April 1339 in München mit Anna, der Tochter Ludwigs des Bayern, verheiratet. Mit der Heirat verbunden war ein Friedensschluss zwischen Heinrich von Niederbayern und Ludwig dem Bayern. Als Herzog Heinrich im September 1339 starb, übernahm Ludwig die Vormundschaft über seinen Schwiegersohn.
Nach dem Tode Johanns im Dezember des Folgejahres im Alter von nur elf Jahren fiel das niederbayerische Teilherzogtum an Ludwig den Bayern, der bereits das Teilherzogtum Oberbayern regierte und somit beide Herzogtümer nach ihrer Teilung von 1255 wieder vereinigen konnte, da mit Johann dem Kind die niederbayerische Linie der Wittelsbacher ausstarb. Johann wurde im Kloster Seligenthal beigesetzt.